# 패이얘트해메 지역

패이얘트해메 지역의 문장

패이얘트해메 지역의 위치

패이얘트해메 지역(핀란드어: Päijät-Häme, 스웨덴어: Päijänne Tavastland)은 핀란드를 구성하는 지역 가운데 하나로, 중심 도시는 라흐티이며 면적은 5,106km2, 인구는 198,923명이다. 우시마 지역, 칸타헤메 지역, 피르칸마 지역, 중앙수오미 지역, 남사보 지역, 퀴멘락소 지역과 접하며 11개 지방 자치체를 관할한다.